# Cistanthe tweedyi
Cistanthe tweedyi är en källörtsväxtart som först beskrevs av Asa Gray, och fick sitt nu gällande namn av M.A. Hershkovitz. Cistanthe tweedyi ingår i släktet Cistanthe och familjen källörtsväxter. Inga underarter finns listade i Catalogue of Life.

## Bildgalleri

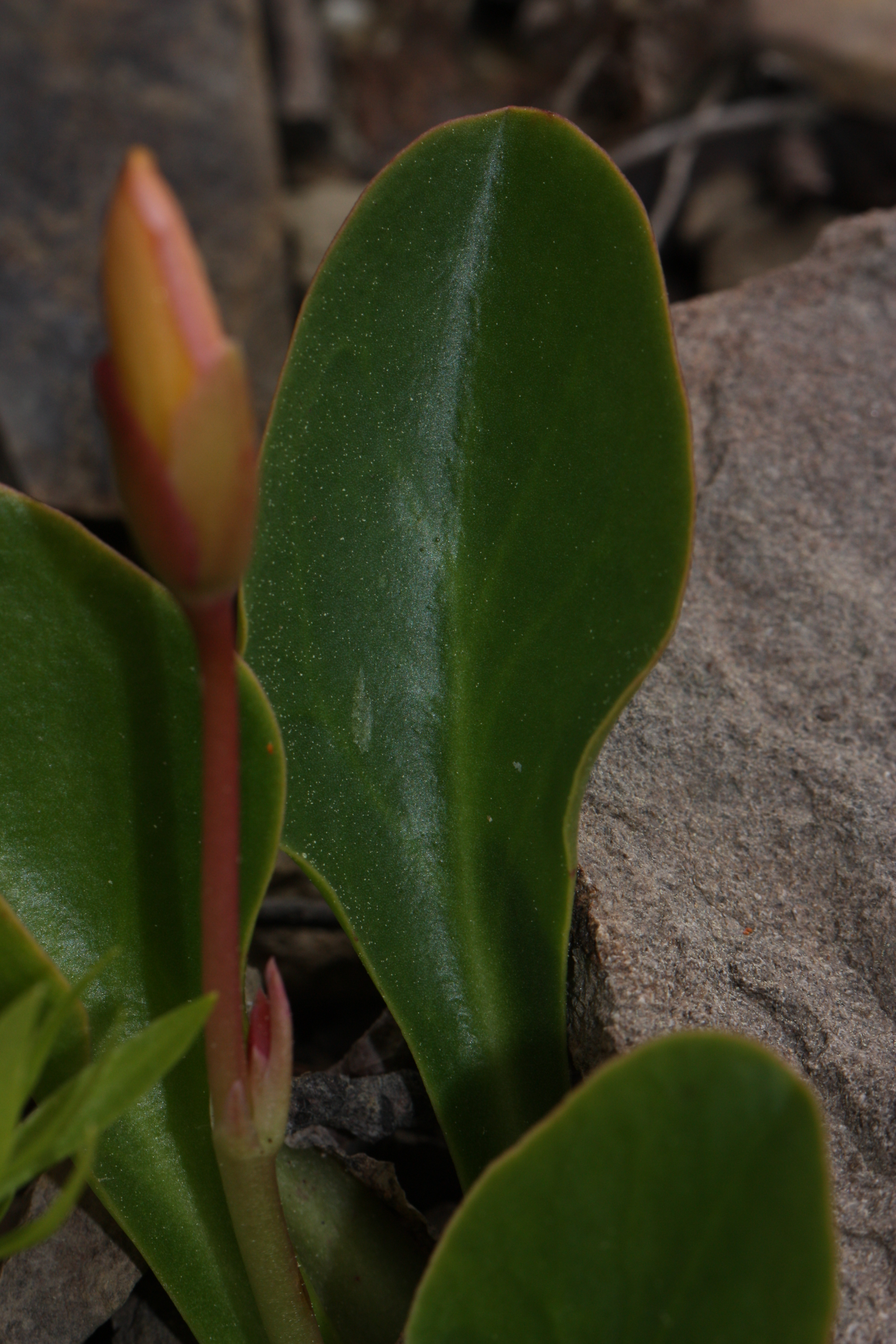